# Mostarda nitrogenada
Mostarda nitrogenada ou pelo código HN1. É um agente vesicante pertencente as mostardas de nitrogênio. É um liquido oleoso, instável, se polimeriza com facilidade em qualquer condição adversa. É um agente vesicante menos efetivo que HN2 em termos de praticidade no campo de batalha. 
É mais efetivo que todos os agentes AS, incluindo Arsinól e todas as Alquilarsinas convencionais. É precursor dos agentes menos letais, porém mais devastadores KB's. É precursor estudado para a síntese de agentes V-série.   